# ヴィリニュス・トロリーバス
ヴィリニュス・トロリーバス（リトアニア語: Vilniaus troleibusai）は、リトアニアの首都であるヴィリニュス市内に路線網を有するトロリーバス。ソビエト連邦（ソ連）時代の1956年に開通し、2022年現在は路線バスと共に、ヴィリニュス市が所有する非公開有限会社（UAB）のヴィリニュス公共交通会社（Vilniaus viešasis transportas）によって運営されている。

## 歴史
ヴィリニュスにおける最初のトロリーバス路線は、ソ連時代の1956年11月3日に開通したヴィリニュス市街とアンタカルニス駅（Antakalnis – Stotis）を結ぶ路線であった。当時のトロリーバス路線はヴィリニュス市のトロリーバス委員会（Vilniaus troleibusų valdybą）によって運営されており、翌1957年に新たな路線が開通して以降延伸が続き、1975年までに現在のトロリーバス網のほとんどが完成した。また、それに合わせて車庫の拡張や増設も行われた。その後、運営組織についてはリトアニアの独立後の1993年にヴィリニュス・トロリーバス公社（UAB Vilniaus troleibusai）として再編された後、2011年に路線バスを運営していたヴィリニュス・バス公社と合併し、2022年現在はヴィリニュス公共交通会社によって運営が行われている。
車両については開通当初はソ連製の車両が導入され、1960年以降はチェコスロバキア（→チェコ）のシュコダ製車両が継続的に導入された。その後、2000年代以降はポーランドのソラリス製の車両を始めとした、バリアフリーに適したノンステップバスが多数運用に就いている。

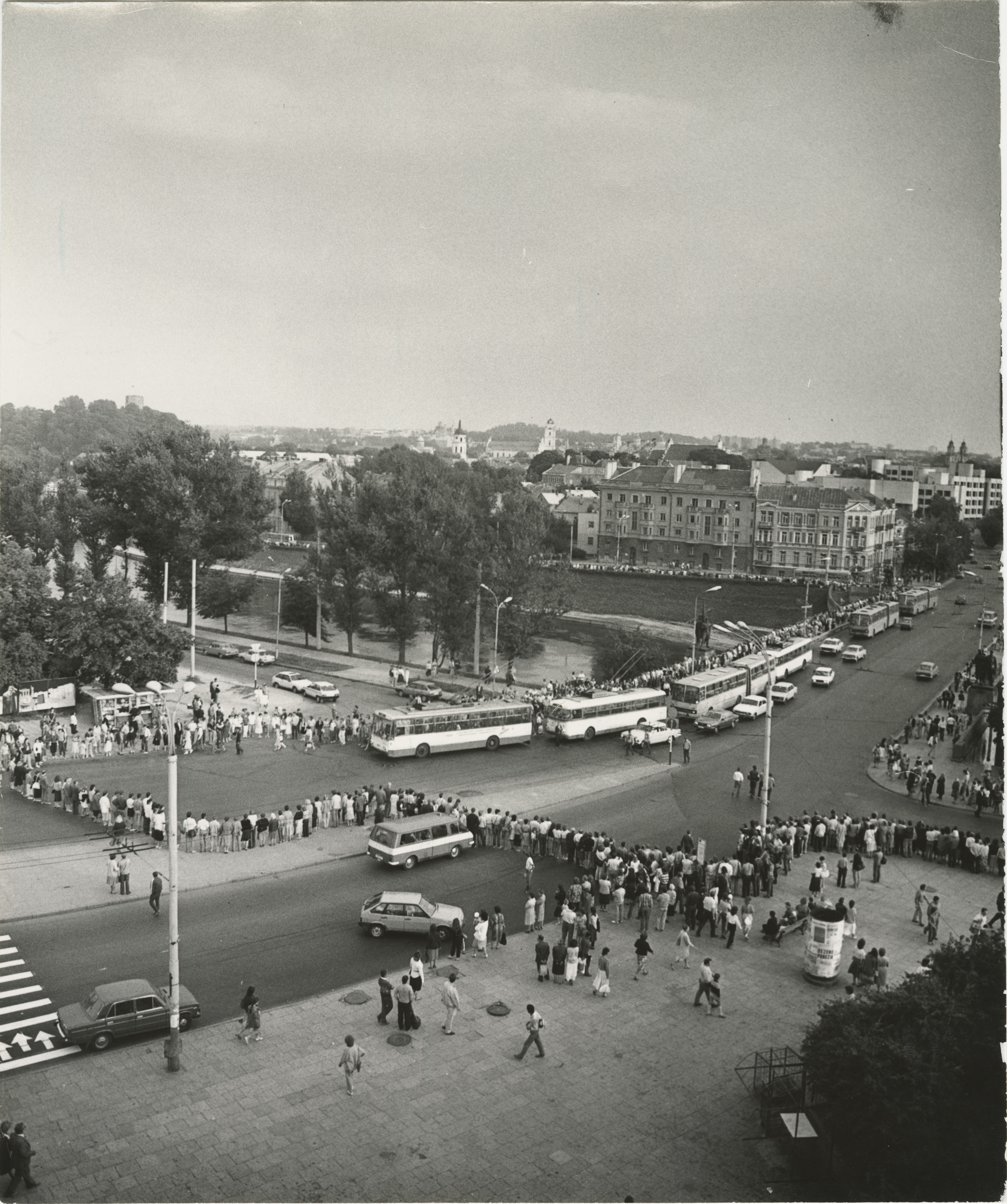
ソ連時代のトロリーバス（1989年撮影）

## 系統
2022年時点でヴィリニュス市内には以下の18系統のトロリーバス路線が存在しており、これはヨーロッパにおけるトロリーバスでも最大規模の路線網の1つである。ただし14号線については新型コロナウイルス感染症（COVID-19）の影響により同年時点で運休している。これら以外にも2013年までは5・8・11・13・18A号線も存在したが、同年7月1日に実施されたダイヤ改正により廃止されている。
| 系統番号 | 経路                                                                   | 備考                                           |
| -------- | ---------------------------------------------------------------------- | ---------------------------------------------- |
| 1        | Karoliniškės – Žvėrynas – Stotis                                       |                                                |
| 2        | Saulėtekis – Žygimantų g. – Stotis                                     |                                                |
| 3        | Karoliniškės – Žvėrynas – Šiaurės miestelis                            |                                                |
| 4        | Antakalnis – Centras – Žemieji Paneriai                                |                                                |
| 6        | Žirmūnai – Kalvarijų – J. Basanavičiaus g. – Žemieji Paneriai          |                                                |
| 7        | Pašilaičiai – Justiniškės – Žvėrynas – Stotis                          |                                                |
| 9        | Karoliniškės – Šeimyniškių g. – Žirmūnai                               |                                                |
| 10       | Saulėtekis – Kalvarijų g. – Naujininkai                                |                                                |
| 12       | Žirmūnai – Šeimyniškių – J. Basanavičiaus g. – Žemieji Paneriai        |                                                |
| 13       | Pašilaičiai – Justiniškės – Žemieji Paneriai                           | 土・日曜日は運休                               |
| 14       | Saulėtekis – Žygimantų g. – J. Basanavičiaus g. – Gerosios Vilties st. | 新型コロナウイルス感染症の影響により運行停止中 |
| 15       | Stotis – Žemieji Paneriai – Titnago g.                                 | 土・日曜日は運休                               |
| 16       | Pašilaičiai – Lazdynai – Stotis                                        |                                                |
| 17       | Žirmūnai – Naujininkai                                                 |                                                |
| 18       | Pašilaičiai – Justiniškės – Žemieji Paneriai – Titnago g.              |                                                |
| 19       | Pašilaičiai – Konstitucijos pr. – Antakalnis – Saulėtekis              |                                                |
| 20       | Žirmūnai – Žygimantų – Pylimo g. – Stotis                              | 土・日曜日は運休                               |
| 21       | Antakalnis – Šilo tiltas – Žirmūnai                                    | 土・日曜日は運休                               |

## 車両
2024年8月時点でヴィリニュス市内のトロリーバスで使用されている車両は以下の通り。同年以降シュコダ製のシュコダ32Tr SORが91両導入される事になっており、車両の更新や輸送力の増強が行われる。また、今後73両の連節式トロリーバスの導入も計画されており、ノンステップ車両を含めた現有車両の大半が置き換えられる予定である。その一方で、動態保存車両としてソ連時代に導入されたシュコダ9Trが1両在籍している。
| 形式                       | 形式                       | 両数 | 備考           |
| -------------------------- | -------------------------- | ---- | -------------- |
| シュコダ14Tr               | シュコダ14Tr02/6           | 8両  |                |
| シュコダ14Tr               | シュコダ14Tr07             | 2両  |                |
| シュコダ14Tr               | シュコダ14Tr08/6           | 2両  |                |
| シュコダ14Tr               | シュコダ14Tr10/6           | 13両 |                |
| シュコダ14Tr               | シュコダ14Tr11/6           | 13両 |                |
| シュコダ14Tr               | シュコダ14Tr13/6           | 55両 |                |
| シュコダ14Tr               | シュコダ14Tr89/6           | 11両 |                |
| シュコダ14TrM              | シュコダ14Tr17/6M          | 22両 |                |
| シュコダ15Tr               | シュコダ15Tr03/6           | 3両  | 連節バス       |
| アンバー・ヴィリニュス12AC | アンバー・ヴィリニュス12AC | 2両  | [ 14 ]         |
| ソラリス・トロリーノ15     | ソラリス・トロリーノ15     | 45両 | 3軸バス        |
| ソラリス・トロリーノ12     | ソラリス・トロリーノ12     | 41両 |                |
| シュコダ32Tr SOR           | シュコダ32Tr SOR           | 23両 | 91両を導入予定 |

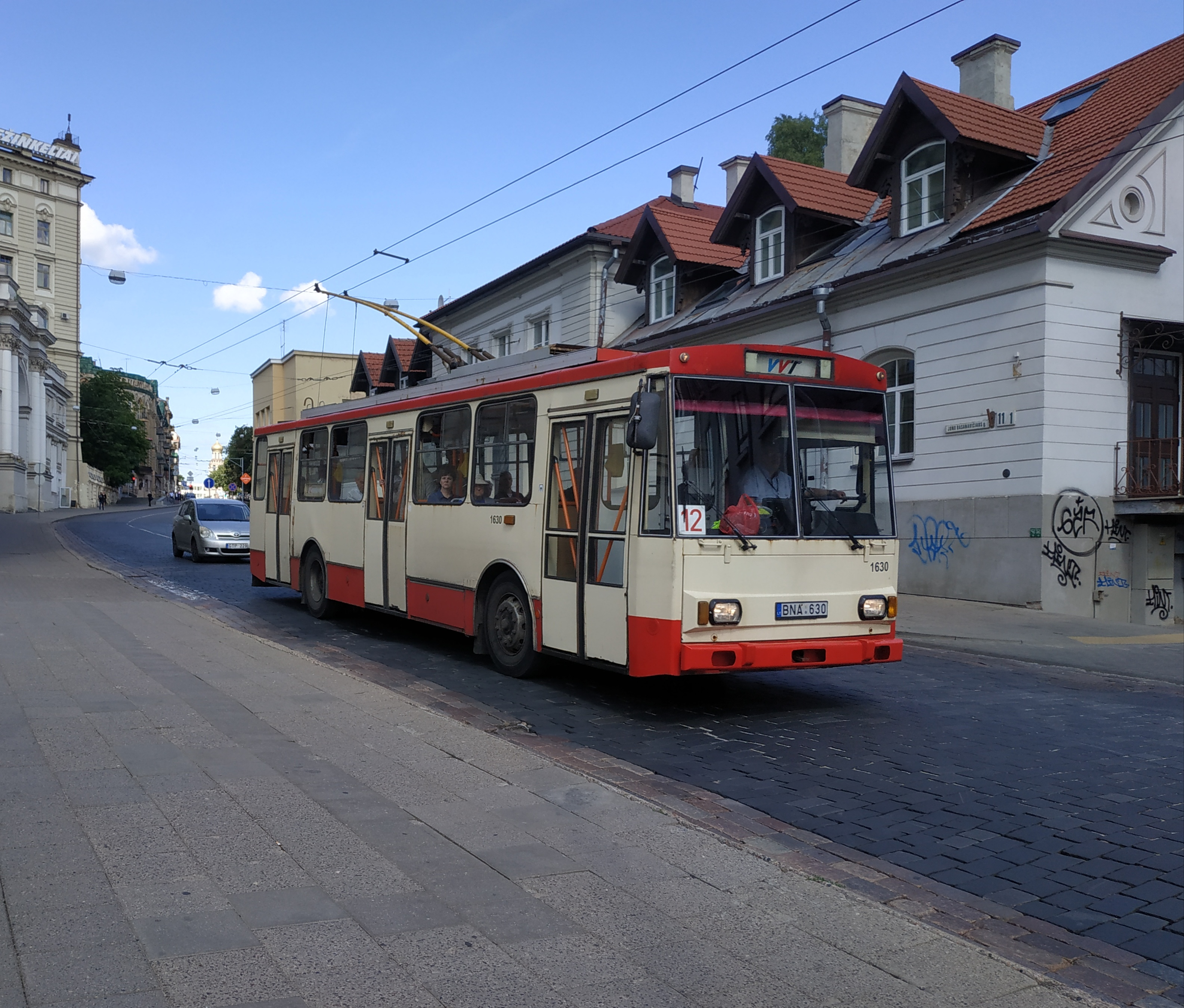
シュコダ14Tr（2019年撮影）
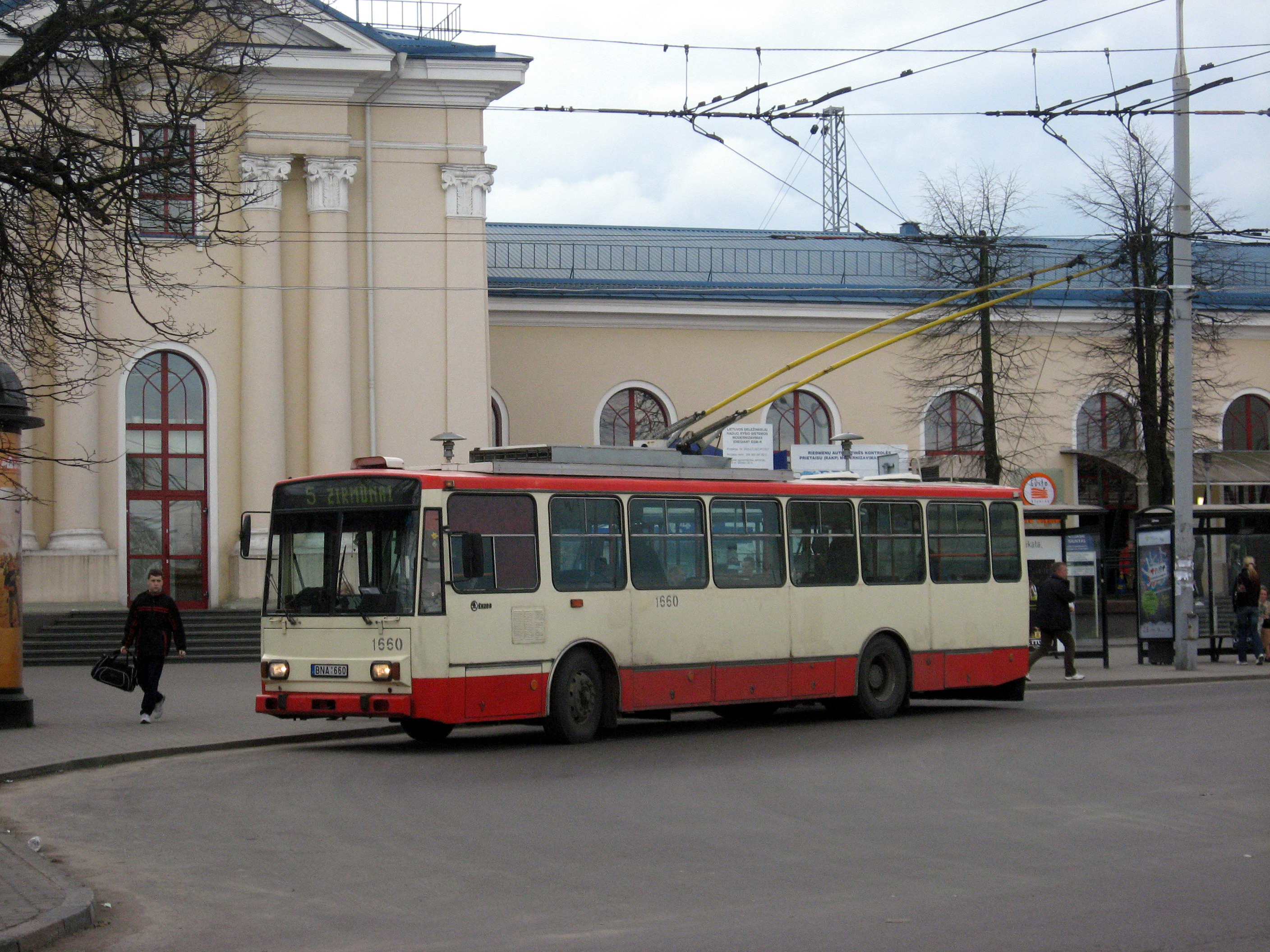
シュコダ14TrM（2008年撮影）
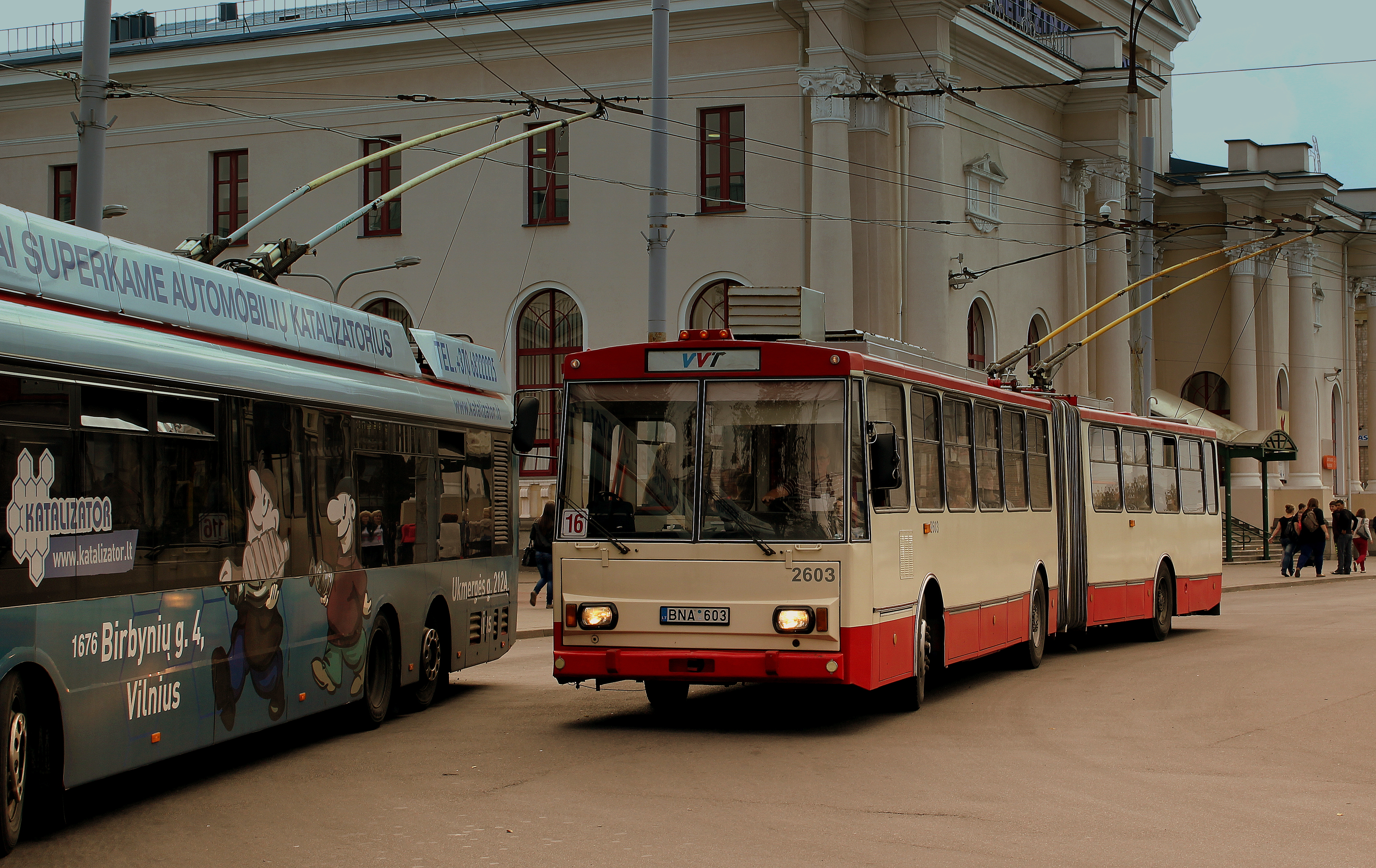
シュコダ15Tr（2013年撮影）
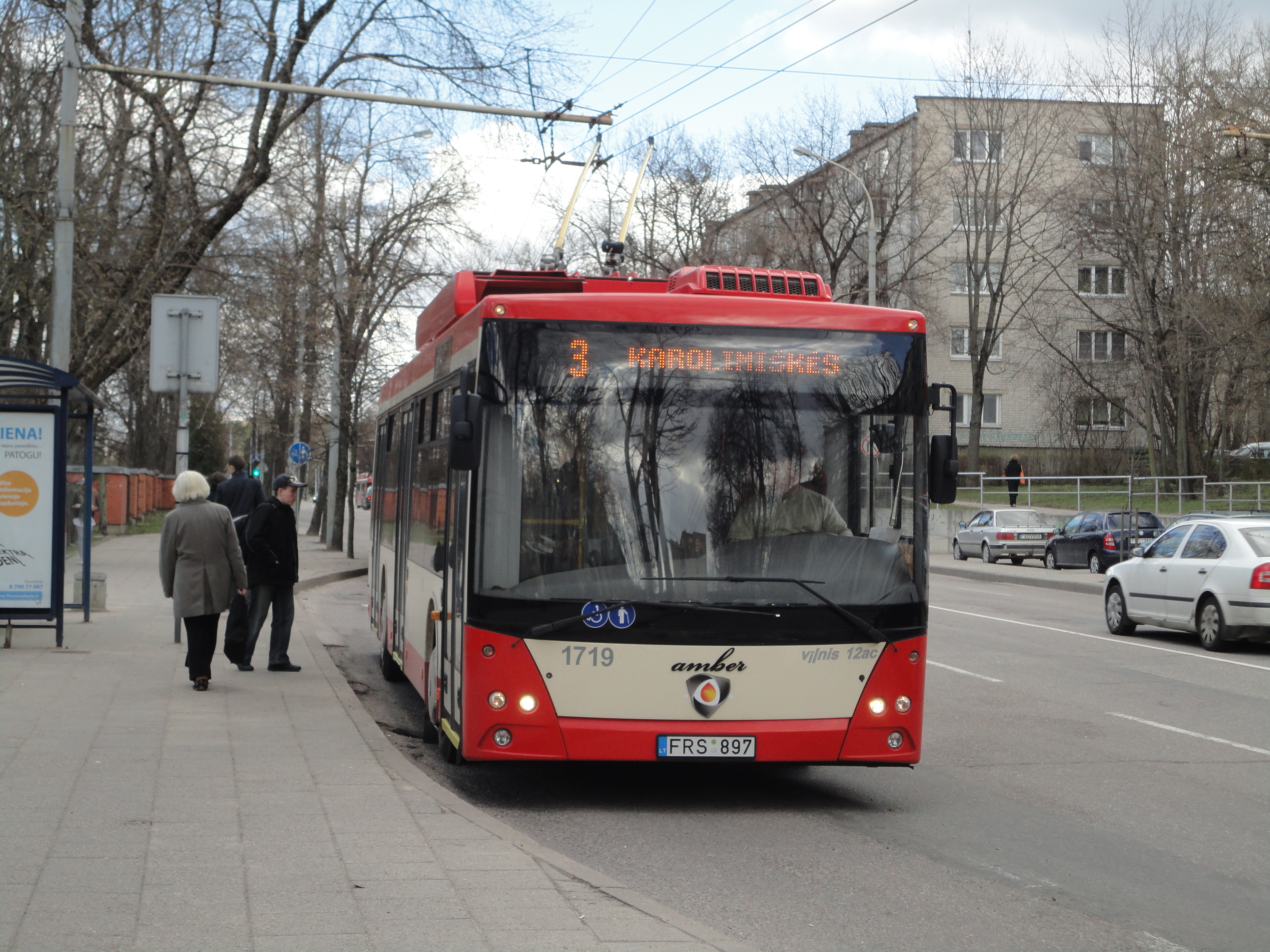
アンバー・ヴィリニュス12AC（2012年撮影）
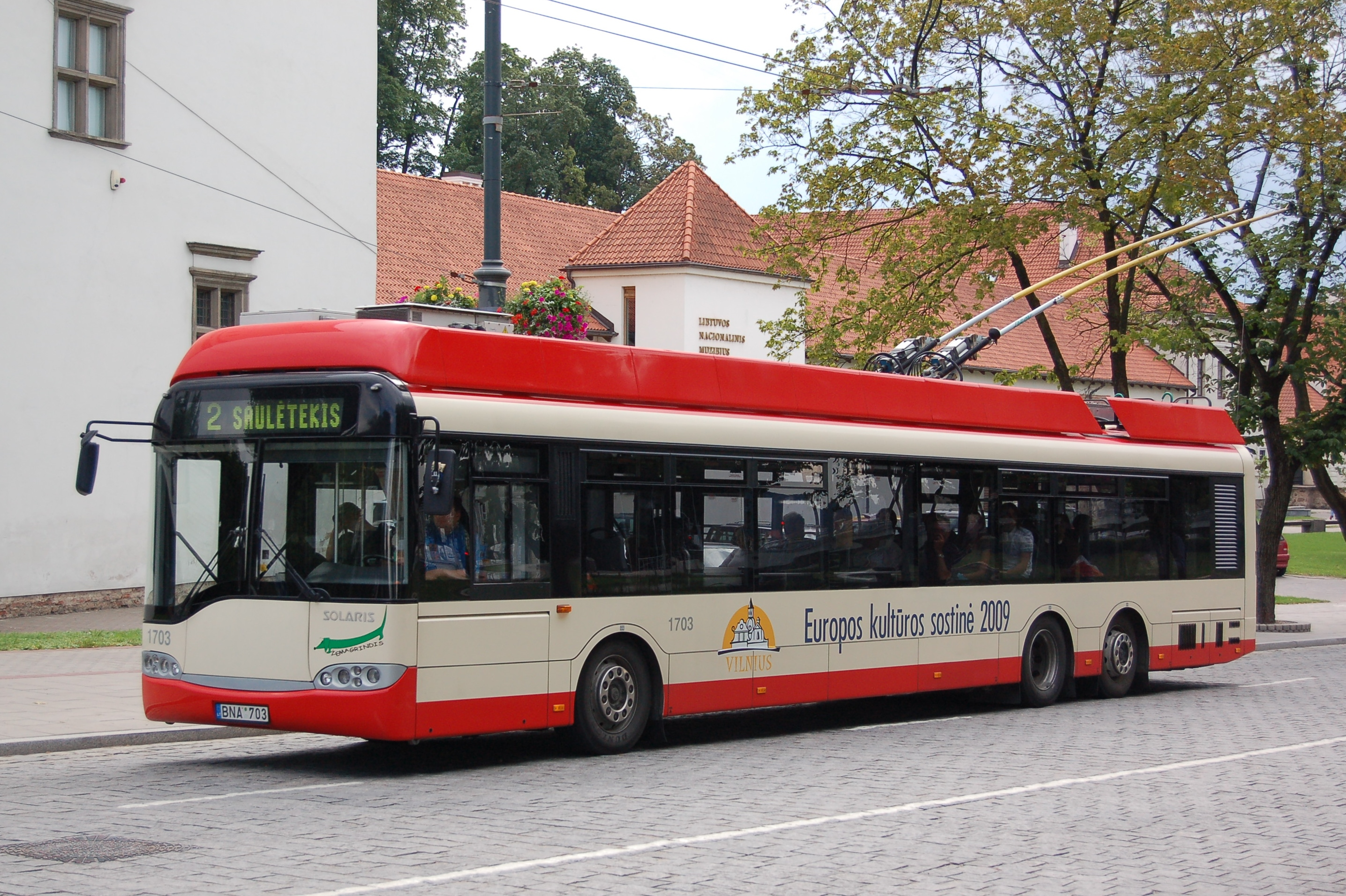
ソラリス・トロリーノ15（2006年撮影）
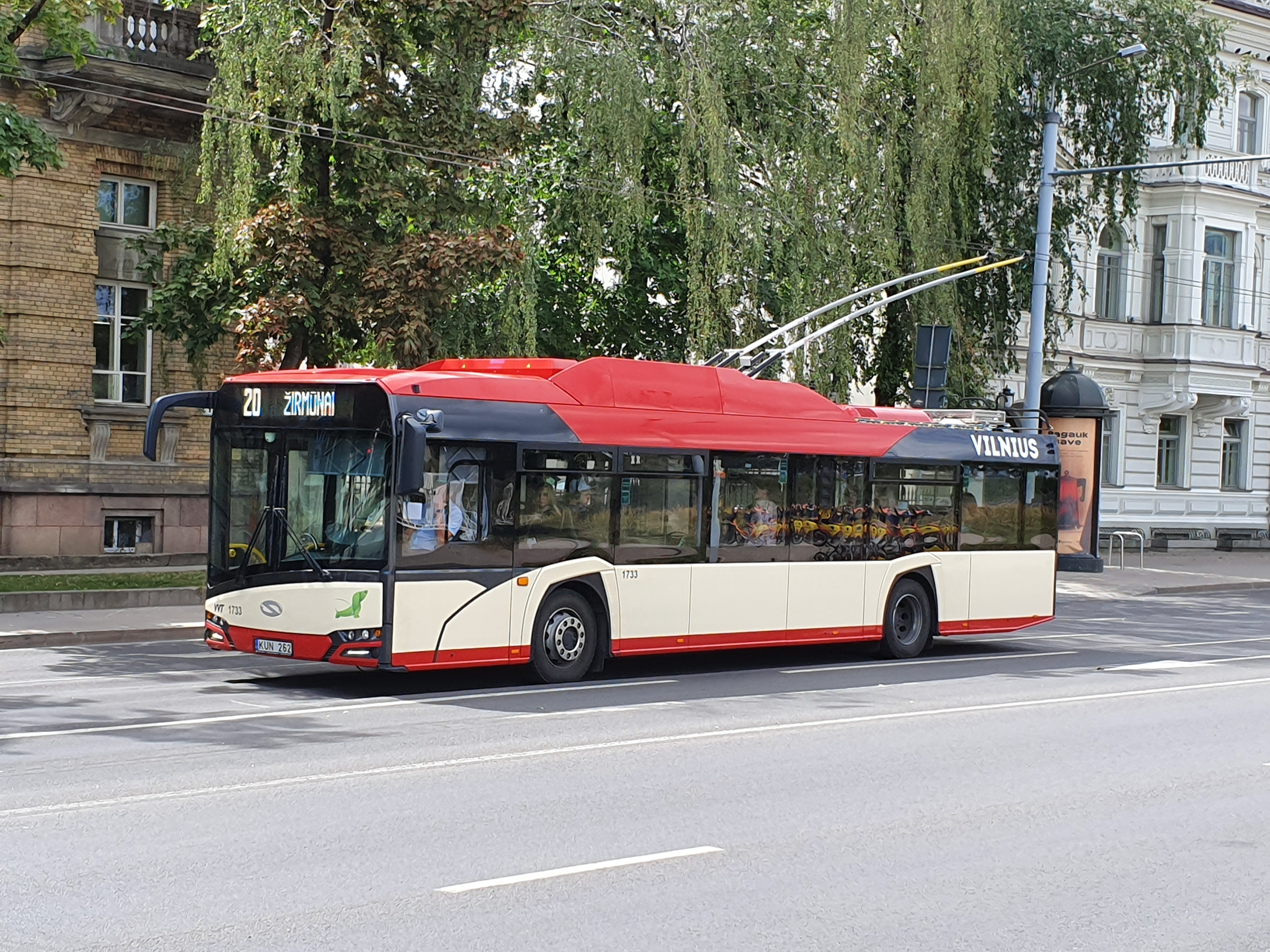
ソラリス・トロリーノ12（2019年撮影）
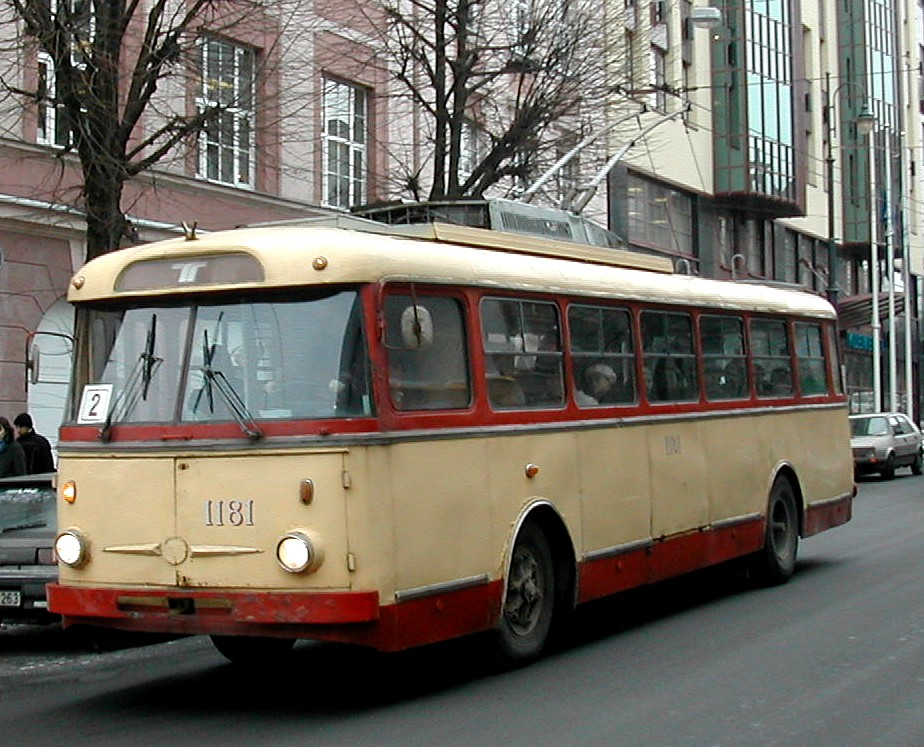
動態保存されているシュコダ9Tr（2003年撮影）